# Кошаркашка репрезентација Луксембурга
Кошаркашка репрезентација Луксембурга представља Луксембург на међународним кошаркашким такмичењима.

## Учешћа на међународним такмичењима

### Олимпијске игре
Није учествовала

### Светска првенства
Није учествовала

### Европска првенства
| Година         | Турнир                | Пласман               | ИГ                    | П                     | И                     | ДК                    | ПК                    | Разл.                 |
| -------------- | --------------------- | --------------------- | --------------------- | --------------------- | --------------------- | --------------------- | --------------------- | --------------------- |
| 1935. до 1939. | Није учествовала      | Није учествовала      | Није учествовала      | Није учествовала      | Није учествовала      | Није учествовала      | Није учествовала      | Није учествовала      |
| 1946.          | Први круг             | 8. место              | 5                     | 1                     | 4                     | 114                   | 235                   | -12                   |
| 1947. до 1949. | Није се квалификовала | Није се квалификовала | Није се квалификовала | Није се квалификовала | Није се квалификовала | Није се квалификовала | Није се квалификовала | Није се квалификовала |
| 1951.          | Први круг             | 17. место             | 5                     | 0                     | 5                     | 159                   | 308                   | -149                  |
| 1955.          | Први круг             | 15. место             | 10                    | 3                     | 7                     | 490                   | 676                   | -186                  |
| 1991. до 2015. | Није се квалификовала | Није се квалификовала | Није се квалификовала | Није се квалификовала | Није се квалификовала | Није се квалификовала | Није се квалификовала | Није се квалификовала |
| Укупно         | 3/38                  |                       | 20                    | 4                     | 16                    | 763                   | 1219                  | -456                  |